# Hemjärn
Hemjärn är en av två typer järn, som kroppen kan ta upp ur föda. 
Hemjärn utgör ungefär hälften av järninnehållet i kött och blodmat, medan den andra typen, icke-hemjärn, utgör allt järn i vegetabilisk föda. Kroppen kan ta upp 25 procent av mängden hemjärn, och 5–10 procent av mängden av den andra typen järn, icke-hemjärn. 
Hemjärn är bundet till hemoglobiner och myoglobiner. Det finns i rött kött, inälvsmat, kyckling, kalkon, fisk samt till viss del också i skaldjur.